# Jorge III de Georgia

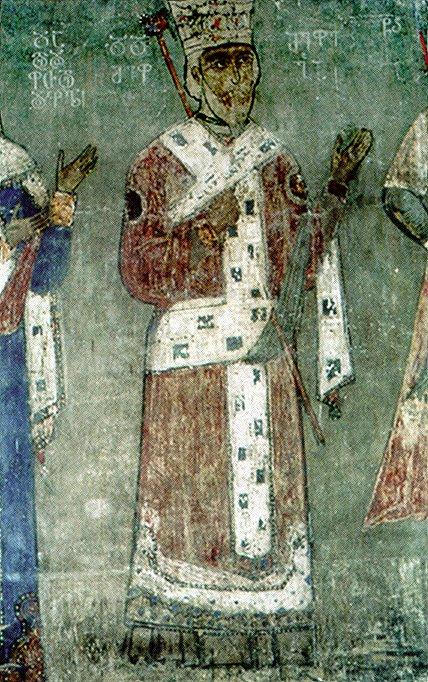
Jorge III de Georgia. Mural del monasterio de Betania

Jorge III (en georgiano: გიორგი III) (muerto el 27 de marzo de 1184), de la dinastía Bagrationi, fue rey de Georgia desde 1156 hasta 1184. Su reinado, y el de su hija y sucesora Tamara, son vistos como la «época dorada» de la historia de Georgia, la era del imperio, el éxito diplomático, los triunfos militares, gran aprendizaje, cultural, espiritual, y el florecimiento artístico.

## Vida
Sucedió a su padre Demetrio I tras su muerte en 1156. Cambió la política defensiva de su padre a una más agresiva y reinició la ofensiva contra los Selyúcidas de Armenia. El mismo año que ascendió al trono, Jorge lanzó una campaña exitosa contra los Shah Arman, que había participado en casi todas las campañas emprendidas contra Georgia entre 1130 y 1170. Además, habían apoyado a todos los señores feudales desafectos de lo monarcas georgianos y les habían dado asilo. 
En 1156 la población cristiana de Ani se levantó contra el emir Fakr al-Din Shaddad, un vasallo de Jorge III, y entregó la ciudad a su hermano Fadl ibn Mahmud. Pero Fadl, tampoco podía satisfacer al pueblo de Ani y ofreció la ciudad a Jorge III, que aprovechó el ofrecimiento para someter a Ani, nombrando a su general Ivane Orbeli como su gobernante en 1161. Una coalición formada por el gobernante de Ahlat, el Shah-Arman Sökmen II, el gobernante de Diyarbakır, Kotb ad-Din il-Ghazi, Al-Malik de Erzerum, y otros fue derrotada por los georgianos. Jorge III marchó entonces contra el rey de Erzerum, al que venció e hizo prisionero, pero que liberó a cambio de un gran rescate. La captura de Ani y la derrota de las fuerzas saltúkidas permitieron al rey georgiano a marchar sobre Dvin. En septiembre/de agosto 1162, Dvin fue ocupado temporalmente y saqueada, la población no cristiana fue objeto de pillaje y las tropas georgianas volvieron a casa con un sustancioso botín. El rey nombró a Ananiya, un miembro de la nobleza feudal local para gobernar la ciudad. 
Una coalición de gobernantes musulmanes dirigida por Shams al-Din Eldiguz, gobernante de Adarbadagan y algunas otras regiones, se embarcó en una campaña contra Georgia a comienzos de 1163. A ellos se les unió el Shah-Armen Sökmen II, Ak-Sunkur, gobernante de Maraghe, y otros. Con un ejército de 50.000 hombres marcharon sobre Georgia y el ejército georgiano fue derrotado. El enemigo tomó la fortaleza de Gagi, devastó hasta la región de Gagi y Gegharkunik, capturó prisioneros y botín, y entonces se dirigió a Ani. Los gobernantes musulmanes estaban contentos y se prepararon para una campaña nueva. No obstante, esta vez se encontraron con la respuesta de Jorge III, que marchó sobre Arran a principios de 1166, ocupó una región que extendía hasta Ganyá, devastó el territorio y regresó con prisioneros y botín. En 1167, Jorge III marchó para defender a su vasallo, el Shah Aghsartan de Shirvan contra las agresiones de Jázaros y Kipchakos y fortaleció el poder Georgiano en el área.
Parecía no haber final a la guerra entre Jorge III y el atabeg Eldiguz. Pero los beligerantes estaban tan agotados que Eldiguz propuso un armisticio. Jorge no pudo hacer otra cosa que firmar la paz. Devolvió Ani a sus anteriores poseedores, los Shaddádidas, que se convirtieron en sus vasallos. Los Shaddádidas, gobernaron la ciudad durante aproximadamente 10 años, pero en 1174 Jorge tomó a Shahanshah ibn Mahmud como prisionero y ocupó Ani nuevamente. Ivane Orbeli, fue nombrado gobernador de la ciudad. Durante este periodo, el ejército georgiano se vio reforzado por entusiastas voluntarios armenios que deseaban participar en la liberación de su país. 
En 1177, los nobles del reino se levantaron contra el rey y proclamaron al príncipe Demna (Demetrio) como "Rey cierto y lícito de Georgia". Siendo hijo del difunto hermano mayor de Jorge III, David V, Demna fue considerado por muchos como legítimo pretendiente al trono. Aproximadamente 30.000 hombres se rebelaron bajo las órdenes del suegro de Demna, Ivane Orbeli que fortaleció sus posiciones en la ciudadela de Lore y solicitó ayuda a los reinos vecinos. En particular, pidieron ayuda a los Shah Armenios y a los Eldiguzidas, pero sin éxito. Jorge III fue capaz de aplastar la revuelta y se embarcó en una campaña para aplastar a los clanes aristocráticos más levantiscos; Demna fue cegado y castrado y la mayoría de sus parientes políticos asesinados. Ivane Orbeli fue ejecutado y los miembros supervivientes de su familia expulsados de Georgia. Sargis I Mkhargrdzeli fue nombrado gobernador de Ani.
En 1178, Jorge III nombró a su hija y heredera Tamara como heredera aparente y cogobernante para evitar cualquier disputa después de su muerte. Aun así, permaneció como co-regente hasta su muerte en 1184. Fue enterrado en el monasterio de Gelati, Georgia occidental.

## Matrimonio y descendencia
En ca. 1155, Jorge se casó con Burdukhan (Gurandukht), hija de Khuddan, Rey de Alania. Tuvieron dos hijas:
- Tamara, que le sucedió como monarca de Georgia.

- Rusudan, casada con Manuel Comneno, el hijo mayor de Andrónico I que fue brevemente emperador bizantino. Rusudan y Manuel fueron padres de Alejo y David, fundadores del Imperio de Trebisonda.